# Portalegre (stad)
Portalegre is een stad en gemeente in het gelijknamige district in Portugal.
De gemeente heeft een totale oppervlakte van 448 km² en telde 25.980 inwoners in 2001. De stad telt 15.238 inwoners.

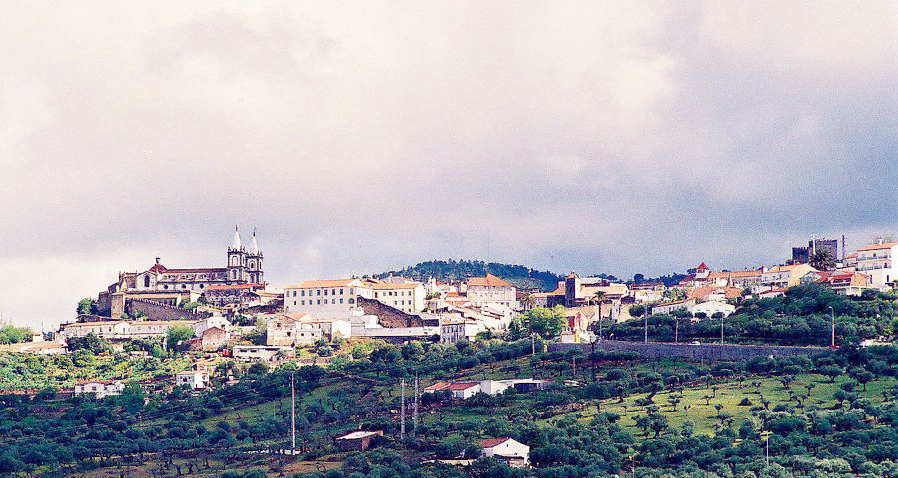
Uitzicht op Portalegre

## Plaatsen in de gemeente
- Alagoa
- Alegrete
- Carreiras
- Fortios
- Reguengo
- Ribeira de Nisa
- São Julião
- São Lourenço (Portalegre)
- Sé (Portalegre)
- Urra